# Polytrichum sinense
Polytrichum sinense là một loài rêu trong họ Polytrichaceae. Loài này được Cardot & Thér. mô tả khoa học đầu tiên năm 1904.